# لسلی بنکز
لسلی بنکز (انگلیسی: Leslie Banks؛ ۹ ژوئن ۱۸۹۰ – ۲۱ آوریل ۱۹۵۲) یک هنرپیشه اهل بریتانیا بود. وی بین سال‌های ۱۹۱۱ تا ۱۹۵۰ میلادی فعالیت می‌کرد.
از فیلم‌ها یا برنامه‌های تلویزیونی که وی در آن نقش داشته است می‌توان به هنری پنجم، مسافرخانه جامائیکا، مردی که زیاد می‌دانست، ۲۱ روز، انگلستان در آتش، تجربه، کفش‌های مرد مرده، تونل اشاره کرد.